# ABBA Gold
ABBA Gold: Greatest Hits es una compilación del grupo sueco ABBA, fue lanzado el 21 de septiembre de 1992. Fue lanzado por PolyGram, siendo la primera compilación en ser lanzada después de que dicha compañía adquiriera Polar Music y los derechos sobre las canciones de ABBA. En 1998, PolyGram fue a la quiebra y actualmente forma parte de Universal Music Group. Debido a su éxito, el álbum ha sido relanzado en varias versiones "especiales", en 1999, 2002, 2003, 2004, 2008 y 2022, coincidiendo con su trigésimo aniversario.
ABBA Gold es el disco más exitoso de ABBA, con más de 27 millones de copias vendidas para agosto de 2008.

## Historia del álbum
Antes de su lanzamiento, todos los discos recopilatorios previamente editados fueron descontinuados, dejando sólo los álbumes de estudio en circulación. ABBA Gold fue bien recibido por el mercado musical, siendo la primera compilación del grupo diseñada para ser publicada en CD. El lanzamiento original de 1992 incluía las versiones editadas de "Voulez Vous" y "The Name Of The Game", estas fueron reemplazadas por las completas en las versiones posteriores. La versión Australiana tuvo una modificación en las listas de temas, reemplazando tres canciones por otras más exitosas en Australia. En España, el lanzamiento original de 1992 contenía las versiones en español de "Chiquitita" y "Fernando" en lugar de las originales.
En 1999, el álbum fue lanzado en las versiones mundiales y australianas, para conmemorar el 25.º aniversario de la victoria de ABBA en el Festival de la Canción de Eurovisión con Waterloo. Esta nueva versión fue llamada "signature series" (serie firma), porque tenía autógrafos de los miembros del grupo escritos en dorado en la cubierta. Además, esta nueva versión contenía una pequeña biografía escrita por Carl Magnus Palm.
Un edición del décimo aniversario de su lanzamiento fue publicada en el 2002. El logo de ABBA fue cambiado al oficial y la parte de atrás fue rediseñado, siendo lanzado en Europa y Nueva Zelanda principalmente. En 2003 fue lanzado el DVD ABBA Gold.
Una edición del 30.º aniversario de la victoria de Waterloo en Eurovisión fue lanzada en el 2004 con una portada dorada y más colorida que la normal. También incluía un DVD con 18 de las 19 canciones del CD, excluyendo "The Name Of The Game".
Finalmente, en el 2008 se publica nuevamente una nueva versión de ABBA Gold para coincidir con el estreno de la película del musical Mamma Mia!, con una jewel box y con la historia del grupo actualizada.

### Lanzamientos
| País           | Año  | Formato  | N.º de catálogo     | Comentarios                                  |
| -------------- | ---- | -------- | ------------------- | -------------------------------------------- |
| Reino Unido    | 1992 | CD       | Polydor 517 007-2   | Versión original                             |
| Australia      | 1992 | CD       | Polydor 517 275-2   | Cambios en las lista de temas.               |
| España         | 1992 | CD       | Polydor 517 404-2   | Incluye "Fernando" y "Chiquitita" en español |
| México         | 1999 | CD       | Polydor 517 007-2   | Edición con autógrafo                        |
| Estados Unidos | 2002 | CD       | Polydor 517 007-2   | Edición del 10.º aniversario                 |
| Suecia         | 2003 | DVD      | Polar 980 755-7 PAL | Videos de los temas de ABBA Gold             |
| Reino Unido    | 2004 | CD y DVD | Polydor 9818754     | ABBA Gold Sound & Vision                     |
| Estados Unidos | 2008 | CD       | Polar 060251724732  | Jewel box y líneas actualizadas              |

## Lista de temas
| N.º   | Título                                                                        | Escritor(es)                                  | Duración |  |
| 1.    | «Dancing Queen» (de Arrival, 1976)                                            | Benny Andersson, Stig Anderson, Björn Ulvaeus | 3:50     |  |
| 2.    | «Knowing Me, Knowing You» (de Arrival, 1976)                                  | Benny Andersson, Stig Anderson, Björn Ulvaeus | 4:03     |  |
| 3.    | «Take a Chance on Me» (de The Album, 1977)                                    | Benny Andersson, Björn Ulvaeus                | 4:06     |  |
| 4.    | «Mamma Mia» (de ABBA, 1975)                                                   | Benny Andersson, Stig Anderson, Björn Ulvaeus | 3:33     |  |
| 5.    | «Lay All Your Love on Me» (de Super Trouper, 1980)                            | Benny Andersson, Björn Ulvaeus                | 4:35     |  |
| 6.    | «Super-Trouper» (de Super Trouper, 1980)                                      | Benny Andersson, Björn Ulvaeus                | 4:13     |  |
| 7.    | «I Have a Dream» (de Voulez-Vous, 1979)                                       | Benny Andersson, Björn Ulvaeus                | 4:42     |  |
| 8.    | «The Winner Takes It All» (de Super Trouper, 1980)                            | Benny Andersson, Björn Ulvaeus                | 3:48     |  |
| 9.    | «Money, Money, Money» (de Arrival, 1976)                                      | Benny Andersson, Björn Ulvaeus                | 3:06     |  |
| 10.   | «S.O.S» (de ABBA, 1975)                                                       | Benny Andersson, Stig Anderson, Björn Ulvaeus | 3:20     |  |
| 11.   | «Chiquitita» (de Voulez-Vous, 1979)                                           | Benny Andersson, Björn Ulvaeus                | 5:26     |  |
| 12.   | «Fernando» (de Greatest Hits, 1976)                                           | Benny Andersson, Stig Anderson, Björn Ulvaeus | 4:14     |  |
| 13.   | «Voulez-Vous» (de Voulez-Vous, 1979)                                          | Benny Andersson, Björn Ulvaeus                | 5:10     |  |
| 14.   | «Gimme! Gimme! Gimme! (A Man After Midnight)» (de Greatest Hits Vol. 2, 1979) | Benny Andersson, Björn Ulvaeus                | 4:52     |  |
| 15.   | «Does Your Mother Know?» (de Voulez-Vous, 1979)                               | Benny Andersson, Björn Ulvaeus                | 3:13     |  |
| 16.   | «One of Us» (de The Visitors, 1981)                                           | Benny Andersson, Björn Ulvaeus                | 3:57     |  |
| 17.   | «The Name of the Game» (de The Album, 1977)                                   | Benny Andersson, Stig Anderson, Björn Ulvaeus | 4:56     |  |
| 18.   | «Thank You for the Music» (de The Album, 1977)                                | Benny Andersson, Björn Ulvaeus                | 3:50     |  |
| 19.   | «Waterloo» (de Waterloo, 1974)                                                | Benny Andersson, Stig Anderson, Björn Ulvaeus | 2:46     |  |
| 78:54 |                                                                               |                                               |          |  |

| Versión Australiana |                                                |          |  |
| N.º                 | Título                                         | Duración |  |
| 6.                  | «Ring Ring» (de Ring Ring, 1973)               | 3:02     |  |
| 7.                  | «I Do, I Do, I Do, I Do, I Do» (de ABBA, 1975) | 3:15     |  |
| 18.                 | «Rock Me» (de ABBA, 1975)                      | 3:02     |  |

## Recepción

### Listas de popularidad
ABBA Gold se ha convertido en el álbum más popular del grupo, llegando a ocupar la posición número uno en dieciocho diferentes listas alrededor del mundo, y entrando al Top 40 en quince más. Es el álbum más viejo en llegar al número uno de las listas británicas, al pasar veinte años desde su lanzamiento hasta la fecha en que ocupó la cima de las listas. En Gran Bretaña, ABBA Gold ha alcanzado el número uno en tres distintos años: 1992, 1999 y 2008. Además, es el único álbum del grupo que ha llegado al número uno en una lista de Billboard (Top Pop Catalog). Finalmente, cabe destacar que en algunos países es la única entrada de ABBA a las listas de popularidad.
| Lista                                     | Posición |
| ----------------------------------------- | -------- |
| Alemania Top 50 Media Control Álbum Chart | 1        |
| Austria Top 75 Álbum Chart                | 1        |
| Chilean Top 100 Álbum Chart               | 1        |
| Australia Top 50 ARIA Álbum Chart         | 1        |
| Bélgica Top 50 Álbum Chart                | 1        |
| España Afyve Álbum Chart                  | 1        |
| E.U. Billboard Top Pop Catalog Chart      | 1        |
| Finlandia Top 40 YLE Álbum Chart          | 1        |
| Francia Top 30 Álbum Chart                | 1        |
| Irlanda Top 30 IRMA Álbum Chart           | 1        |
| Malasia Álbum Chart                       | 1        |
| México Lista de Álbumes Internacionales   | 1        |
| Noruega Top 40 VG Álbum Chart             | 1        |
| Portugal Álbum Chart                      | 1        |
| UK Álbum Chart                            | 1        |
| Singapur Álbum Chart                      | 1        |
| Suecia Top 60 Sverige Álbum Chart         | 1        |
| Suiza Top 100 Álbum Chart                 | 1        |
| Italia Hit Parade Álbum Chart             | 2        |
| Holanda Mega Album Top 100                | 2        |

| Lista                                       | Posición |
| ------------------------------------------- | -------- |
| Nueva Zelanda Top 50 RIANZ Álbum Chart      | 3        |
| Zimbabue Top 20 Álbum Chart                 | 3        |
| Uruguay Ranking de Artistas Internacionales | 5        |
| European Top 100 Álbum Chart                | 5        |
| Argentina Ranking Semanal de Audio de CAPIF | 6        |
| Canadá Soundscan Álbum Chart                | 6        |
| Croacia HDU Top of the Shops                | 7        |
| Rusia Top 25 Álbum Chart                    | 8        |
| Dinamarca Top 40 IFPI Álbum Chart           | 10       |
| Hungría Top 20 Mahasz Álbum Chart           | 10       |
| E.U. Billboard Top Digital Albums           | 10       |
| E.U. Billboard Comprehensive Álbum Chart    | 11       |
| Japón Top 100 Oricon Álbum Chart            | 12       |
| Estonia Álbum Chart                         | 20       |
| República Checa Top 50 IFPI Álbum Chart     | 27       |
| Grecia Top 50 IFPI Álbum Chart              | 35       |
| E.U. Billboard 200                          | 36       |
| E.U. Top 200 Cashbox Álbum Chart            | 56       |

### Certificaciones y ventas
ABBA Gold es el álbum más vendido de ABBA, y por lo tanto, el que obtuvo más certificaciones: dos de diamante, 24 multiplatino, seis de platino, cinco de oro y una de plata. En algunos países, es el único álbum certificado de ABBA. En el Reino Unido sus ventas lo han llevado a ser el segundo álbum más vendido en ese país; en Suiza es el único álbum que ha recibido una certificación de diez veces disco de platino y en Finlandia es el álbum más vendido por un artista extranjero.
| País/Organización | Certificación | Ventas    |
| ----------------- | ------------- | --------- |
| CRIA              | Diamante      | 1;000,000 |
| SNEP              | Diamante      | 1;400,000 |
| RIANZ             | Platino X 16  | 240,000   |
| BPI               | Platino X 13  | 4;350,000 |
| RIAS              | Platino X 11  | 165,000   |
| ARIA              | Platino X 16  | 1;120,000 |
| IFPI              | Platino X 10  | 500,000   |
| IFPI              | Platino X 7   | 350,000   |
| IRMA              | Platino X 6   | 90,000    |
| IFPI              | Platino X 6   | 120,000   |
| IFPI              | Platino X 6   | 142,248   |
| IFPI              | Platino X 6   | 300,000   |
| IFPI              | Platino X 6   | 600,000   |
| PROMUSICAE        | Platino X 6   | 600,000   |
| IFPI              | Platino X 6   | 600,000   |
| RIAA              | Platino X 6   | 7;098,000 |
| RIM               | Platino X 4   | 100,000   |
| IFPI              | Platino X 4   | 200,000   |
| CAPIF             | Platino X 3   | 120,000   |
| IFPI              | Platino X 3   | 60,000    |

| País/Organización | Certificación | Ventas    |
| ----------------- | ------------- | --------- |
| IFPI              | Platino X 3   | 150,000   |
| IFPI              | Platino X 3   | 150,000   |
| NVPI              | Platino X 3   | 300,000   |
| RIAJ              | Platino X 3   | 750,000   |
| NFPP              | Platino X 2   | 40,000    |
| AFP               | Platino X 2   | 80,000    |
| AMPROFON          | Platino X 2   | 250,000   |
| IMI               | Platino       | 20,000    |
| IFPI              | Platino       | 40,000    |
| ZPAV              | Platino       | 40,000    |
| Mahasz            | Platino       | 50,000    |
| RISA              | Platino       | 50,000    |
| RIAK              | Platino       | 270,687   |
| IFPI              | Oro X 10      | 1;000,000 |
| FIMI              | Oro X 4       | 200,000   |
| TECA              | Oro           | 25,000    |
| ABDP              | Oro           | 150,000   |
| IFPI              | Oro           | -         |
| APFV              | Plata         | 5,000     |